# Kirkcaldy and Cowdenbeath (circonscription du Parlement britannique)
Circonscription parlementaire de la Chambre des communes
Kirkcaldy and Cowdenbeath est une circonscription électorale britannique située en Écosse.

## Liste des députés
| Élection | Élection | MP           | Parti              |
| -------- | -------- | ------------ | ------------------ |
|          | 2005     | Gordon Brown | Parti travailliste |
|          | 2015     | Roger Mullin | SNP                |
|          | 2017     | Lesley Laird | Parti travailliste |
|          | 2019     | Neale Hanvey | SNP                |